# Iaropolk II de Kíev
Iaropolk II Vladimirovich (en rus: Ярополк II Владимирович) (1082 - 18 de febrer de 1139), fou príncep de Pereyaslavl (1114-1132) i Velikiy Kniaz (Gran príncep) de la Rus de Kíev entre 1132 i 1139. Era fill de Vladímir II Monòmac i Gytha de Wessex. Va lluitar en diverses ocasions contra els polovtses (cumans), especialment en els anys 1103 i 1116, i durant el seu regnat es refermà la crisi i descomposició de l'abans poderosa Rus de Kíev.
Després de la mort del seu germà Mstislav I, el 1132, Iaropolk va rebre la corona de Kíev. Durant el seu regnat va haver de fer front als interessos de la seva família, especialment els que afavorien el seu mig germà, Iuri Dolgoruki. Iaropolk anomenà a Vsévolod Mstislavitx de Pskov, fill de Mstislav I, com a successor seu al capdavant de Pereyaslavl, però Iuri Dolgoruki, amb el suport indirecte de la gent de Nóvgorod, expulsà poc temps després al seu nebot. Per tal d'aconseguir la pau, Iaropolk oferí llavors el principat a un altre fill de Mstislav, Iziaslav, alhora que li donà també el principat de Turov. Tot i així, aquest acabà sent reemplaçat pel mateix germà de Iaropolk, Vyatseslav.
La pau no fou gaire duradora, i només dos anys més tard, el 1134, tornaren les hostilitats. Iziaslav es va veure obligat a cedir el principat de Turov al seu oncle, Vyatseslav, a canvi de poder governar novament el territori. Per altra banda, Pereyaslavl va passar a mans de Iuri Dolgoruki, amb la condició que Iziaslav pogués governar a Rostov. A la realitat però, Iuri mantingué el control sobre bona part del principat de Rostov, mentre que Iziaslav es va fer amb el domini de Volyn. Fins i tot, un altre mig germà de Iaropolk, Andrei, aconseguí governar el Principat de Pereyaslavl.
Enmig d'aquestes lluites, Iziaslav va aconseguir el suport dels cumans, Vsévolod Olgovich, príncep de Txernihiv, i els seus aliats per tal de lluitar contra Vyatseslav. La guerra continuà contra el mateix Iaropolk, i poc temps després travessaren el Dnièper en direcció a Kíev. Després d'una batalla decisiva al riu Supoy, el 1135, Iaropolk es va veure obligat a cedir les ciutats de Kursk i Poseme, que havien estat conquerides només 17 anys abans.
Aprofitant aquests canvis del balanç de poder i el moment de debilitat de Iaropolk, el poble de Nóvgorod expulsà a Vsévolod Mstislavitx del poder i el substituí pel germà del príncep de Txernigov, Sviatoslav Olgovich. Vsévolod es va veure obligat a marxar a Pskov, i morí el 1138, durant l'intent de setge que feu a la ciutat de Nóvgorod. El setge però, també li costà la corona a Sviatoslav, que fou substituït per Rostislav Iurèvitx, fill gran de Iuri Dolgoruki.
Sviatoslav va continuar la guerra contra Iaropolk, mantenint el suport dels antics enemics d'aquests, els cumans i els seus aliats. Tot i els seus suports, va acabar trobant, davant les portes de Txernigov, les tropes combinades de Kíev, Pereyaslavl, Rostov, Polotsk, Smolensk, parts de Halytx i trenta mil soldats húngars, enviats pel rei Bela II. La seva derrota l'obligà a rendir-se davant de Iaropolk i a demanar la pau, el 1139.
Reforçat en el tron, Iaropolk va ajudar a Bela II d'Hongria en els conflictes inters que aquest tenia a Hongria. Poc després però, el mateix 1139, va morir i fou enterrat a l'església de Sant Andreu de Kíev. El seu germà, Vyatseslav I el va succeir al capdavant de la Rus de Kíev, però fou ràpidament expulsat per Vsévolod II.